# Леэзи, Лаури
Ла́ури Ле́эзи (эст. Lauri Leesi, род. 10 марта 1945 года, деревня Тариту, Эстония) — эстонский педагог, в 1992—2018 годах — директор Таллинского французского лицея.

## Биография
Родился 10 марта 1945 года на острове Сааремаа в деревне Тариту волости Люманда.
В 1949 году его вместе с родителями депортировали в Сибирь, где в 1952–1957 годах он учился в средней школе села Увальское Новосибирской области. В 1957 году семья Лаури вернулась в Эстонию. В  1957–1959 годах учился в 7-летней школе деревни Тариту, затем — в Курессаареской средней школе. В 1963 году окончил среднюю школу имени В. Кингисеппа в Кингисеппе. Любимыми предметами были история и эстонский язык.
Два года прослужил в Советской армии поваром в железнодорожных войсках в Брянске.
В 1970 году окончил Тартуский государственный университет по специальности французская филология (поступил, совершенно не зная французского языка). Работал учителем французского языка в Таллинской 1-й средней школе (сейчас — гимназия Густава Адольфа) и на курсах французского языка. В 1989–1992 годах — автор и ведущий музыкальных передач на Эстонском телевидении.
Перевёл на эстонский язык пьесы для театра, в том числе «Игра любви и случая» Пьера де Мариво, «Мещанин во дворянстве» Мольера, «Любовью не шутят» Альфреда де Мюссе. Также перевёл на эстонский язык около 50 французских шансонов и с 1990 года редактировал для эстонского издательства «Периоодика» (“Perioodika”) книжную серию "Europeia".
В 1992—2018 годах — директор Таллинского французского лицея, а также преподаватель французского языка там же. Применявшаяся все эти годы в лицее методика обучения была разработана самим Лаури Леэзи, несколько предметов преподавалось по учебникам его авторства. Ученики лицея на протяжении многих лет достигали высоких результатов в учёбе на республиканском уровне.

## Награды и премии
Награды и премии, присуждённые Лаури Леэзи:
- 1990 — Юмористическая премия имени Оскара Лутса[эст.]
- 1997 — Знак города Таллина «За заслуги»[эст.]
- 1997 — Кавалер ордена Академических пальм[5]
- 1998 — Орден Белой звезды 4 класса[6]
- 2001 — Орден Почётного легиона
- 2005 — Премия Президента Республики в области образования[эст.]
- 2011 — Командор ордена Академических пальм[5]
- 2013 — Гербовый знак Таллина[эст.]
- 2019 — Государственная премия за дело жизни в области образования[7]
- 2020 — титул «Друг театра “Эстония”»[8]